# Castillo de Tibi
El castillo de Tibi (provincia de Alicante), es un castillo de origen almohade en el que se efectuaron posteriormente transformaciones y reformas, y que se sitúa en un montículo exento denominado Loma de las Monjas, a un kilómetro del municipio.

## Descripción
El recinto, de planta irregular, se sitúa en la parte más escarpada del cerro, adaptándose a la topografía. Cuenta con un foso de 3 metros de ancho cortado en la roca que le separa del resto del cerro. 
Si bien actualmente cuenta con escasos elementos por encima de la rasante del terreno, pueden observarse varios lienzos de muralla así como los restos de dos torres, rastros de diversas dependencias circundando la parte más elevada del cerro, y un aljibe parcialmente destruido.
La torre situada al este, de planta cuadrada, está construida en mampostería irregular y tapial. Al oeste y sobre la cima del cerro se sitúa otra torre también de planta cuadrada pero ataluzada, construida en tapial, de la que se mantiene en pie el primer piso, donde se observa en su parte sur la apertura de una gran ventana reforzada con sillares y arco rebajado de piedra.